# Osman II
Osman II (turc otomà: عثمان ثانى, ‘Osmān-i sānī) (3 de novembre de 1604 – 20 de maig de 1622) va ser soldà de l'Imperi Otomà de 1618 a la seva mort. Fou conegut com a Genç Osman: Osman el Jove.
Osman II era fill del soldà Ahmet I (1603-17) i la seva esposa Mâhfirûze. Des de molt jove la seva mare va procurar-li una bona educació, i Osman es convertí en un poeta de renom amb domini de moltes llengües, incloent-hi l'àrab, el persa, el grec, el llatí i l'italià. Va accedir al tron als 14 anys com a resultat del cop d'estat contra el seu oncle Mustafà I (1617-18), germà del seu pare (al que havia succeït el novembre del 1617). Va tenir el suport del mufti Esad Efendi i el kizlar aghasi Mustafà, pujant al tron el 26 de febrer de 1618.
Tot i la seva joventut, Osman II va ser capaç d'afermar-se com a governant. Els promotors del cop d'estat van fer nomenar gran visir a Öküz Kara Mehmed Pasha (18 de gener de 1619) en el lloc de Damat Halil Pasha (Khalil Pasha). El gran visir cessant havia assegurat la frontera oriental amb la firma del tractat de Serav, de pau amb Pèrsia, després d'una campanya militar de resultat incert. Osman II va signar tractats amb Àustria i Venècia.
El 23 de desembre de 1619 el gran visir fou destituït i el va substituir Güzeldje Ali Paixà que va allunyar de la cort als seus possibles rivals. Poc després va començar la invasió otomana de Polònia que havia estat causada per les intrigues del voivoda de Moldàvia. A la batalla de Cecora el setembre de 1620 l'exèrcit moldau fou aniquilat pel serasker Iskender Pasha. El gram visir, que satisfeia l'avarícia del sultà, va morir el 9 de març de 1621 i el va succeir Ohrili Hüseyin Pasha. El sultà va dirigir personalment la campanya de Polònia el 1621, que va culminar amb la derrota otomana i tàrtara a la batalla de Khotín, cosa que el va obligar-lo a firmar un tractat de pau i a tornar a Istanbul. Osman atribuí la derrota a la covardia dels geníssers i la incompetència dels seus funcionaris i va cessar al gran visir (17 de setembre de 1621) i el va substituir per Dilawar Paixà (Dilawer-zade Huseyn Pasha). Progressivament va actuar de manera independent dels principals càrrecs, sobretot de Suleyman Pasha, el nou kizlar agha, i el seu khodja Molla Ómer, però no va aconseguir la simpatia de l'exèrcit, ni la del poble (per la seva avarícia), ni dels ulemes (que s'oposaven que el sultà tingués quatre esposes legítimes i lliures (una d'elles la filla del mufti Esad Efendi).
Es va voler posar al front d'un exèrcit per combatre a Fakhr al-Din II Maan, emir drus del Xuf al Líban, per després fer el pelegrinatge a la Meca i quan aquest pelegrinatge ja estava preparat va esclatar una revolta. Conscient del poder que havien adquirit els geníssers i considerant-los una institució incompatible amb un imperi modern, el sultà havia planejat substituir-los per un nou exèrcit de lleialtat assegurada i ètnicament turc, i els geníssers es van revoltar (18 de maig de 1622). El sultà fou empresonant l'endemà (19 de maig) i els rebels van posar altre cop al tron al seu oncle Mustafà I. No hi havia plans per executar-lo però el 20 de maig fou nomenat gran visir Kara Dawud Paixà, favorit de Mah-Peyker, la mare de Mustafà, que el va fer executar al castell de Yedikule el mateix dia 20 de maig.
En retrospectiva Osman II és considerat com un soldà progressista, receptiu i enèrgic, però va precipitar-se al voler imposar reformes radicals de forma sobtada.